# Darren Till
Darren Till (Merseyside, Liverpool, Inglaterra; 24 de diciembre de 1992) es un artista marcial mixto británico. Compitió en la categorías de peso mediano y peso wélter de Ultimate Fighting Championship (UFC).

## Carrera de artes marciales mixtas

### Ultimate Fighting Championship

#### 2015
Till enfrentó al brasileño Wendell de Oliveira Marques en su debut en UFC con nueve días de anticipación en UFC Fight Night: Condit vs. Alves el 30 de mayo de 2015. Noqueó a Oliveria y aseguró su primera victoria en la UFC.
Till se enfrentó a Nicolás Dalby el 24 de octubre de 2015 en UFC Fight Night: Holohan vs. Smolka. El combate terminó en un empate mayoritario. Esta pelea lo hizo merecedor de su primer premio de Pelea de la Noche.

#### 2017
Después de una importante lesión en el hombro y varios problemas personales que lo mantuvieron fuera de acción por un período de tiempo prolongado, Till volvió a enfrentar a Jessin Ayari el 28 de mayo de 2017 en UFC Fight Night: Gustafsson vs. Teixeira. Perdió el peso wélter mínimo de 171 libras por 5 libras, y tuvo que dar el 20 por ciento de sus ganancias de lucha a su oponente. Explicó que había perdido peso debido a su largo descanso de la competencia y que su cuerpo no había respondido tan bien al proceso de reducción de peso como lo había hecho en el pasado. A pesar de este difícil camino, derrotó a Ayari por decisión unánime.
El 1 de agosto de 2017, Till anunció que había firmado un nuevo acuerdo de cinco peleas con UFC.
Till se enfrentó a Bojan Veličković el 2 de septiembre de 2017 en UFC Fight Night: Struve vs. Volkov. Till amplió su racha invicta con una victoria por decisión unánime.
Till se enfrentó a Donald Cerrone el 21 de octubre de 2017 en UFC Fight Night 118. Ganó la pelea por TKO en la primera ronda. Esta victoria lo hizo merecedor de su primer premio de Actuación de la Noche.

#### 2018

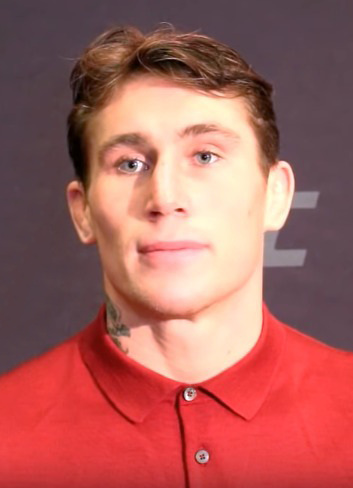
Till en 2018

Till enfrentó al ex-retador al título de peso wélter de UFC Stephen Thompson en UFC Fight Night 130 el 27 de mayo de 2018. En los pesajes, Till pesaba 174,5 libras, 3,5 libras por encima del límite de peso wélter en combates no titulares de 171. Después de negociar con el equipo de Thompson , la pelea se llevó a cabo en un peso acordado con la estipulación de que Till no puede pesar más de 188 libras el día de la pelea. Además, Till perdió el 30 % de su bolso a favor de Thompson. Till ganó la pelea cerrada en lo que muchos consideran una controvertida decisión unánime. 22 de 25 medios de comunicación anotaron la pelea a favor de Thompson.
El 8 de septiembre de 2018, en UFC 228, Till retó al campeón de peso wélter de UFC, Tyron Woodley. Perdió la pelea por sumisión en el segundo asalto.

#### 2019
A pesar de los rumores sobre un posible subida a peso mediano, Till permaneció en el peso wélter y enfrentó a Jorge Masvidal el 16 de marzo de 2019, en UFC Fight Night 147 . Perdió la pelea por nocaut en el segundo asalto. Esta pelea lo hizo merecedor de su segundo premio de Pelea de la Noche.

#### Subida a Peso Mediano
El 26 de agosto de 2019, se anunció que Till regresaría la división de peso mediano para enfrentar a Kelvin Gastelum el 4 de noviembre de 2019, en UFC 244. Ganó la pelea por decisión dividida.

#### 2020
Till enfrentó al ex-Campeón Mundial de Peso Mediano de UFC Robert Whittaker el 26 de julio de 2020, en UFC on ESPN 14. Perdió la competitiva pelea por decisión unánime.

#### 2021
Till estaba programado para enfrentar a Marvin Vettori el 10 de abril de 2021, en UFC on ABC 2. En la semana previa a la pelea, Till se vio obligado a retirarse de la pelea debido a una fractura de clavícula, y fue reemplazado por Kevin Holland.
Till enfrentó a Derek Brunson el 4 de septiembre de 2021, en UFC Fight Night 191. Perdió la pelea por sumisión por sumisión en el tercer asalto.

#### 2022
Till estaba programado para enfrentar a Jack Hermansson el 23 de julio de 2022, en UFC Fight Night 208. Fue reemplazado por Chris Curtis luego de ser obligado a retirarse de la pelea por una lesión no revelada.
Till enfrentó a Dricus du Plessis el 10 de diciembre de 2022, en UFC 282. Perdió la pelea por sumisión en el tercer asalto. Esta pelea lo hizo merecedor de su tercer premio de Pelea de la Noche.

#### Salida
El 28 de febrero de 2023, se reveló que Till había sido liberado de su contrato con UFC luego de haberlo solicitado para perseguir otros intereses.

## Boxeo
Till hará su debut profesional en boxeo contra el campeón de peso mediano del WBC Julio César Chávez Jr.  en la cartelera de Jake Paul vs. Mike Tyson el 20 de julio de 2024 en una pelea de peso crucero de seis asaltos.

## Vida personal
Till tiene tres hijas.

## Campeonatos y logros

### Artes marciales mixtas
- Ultimate Fighting Championship
  - Actuación de la Noche (Una vez) vs. Donald Cerrone[8]
  - Pelea de la Noche (Tres veces) vs. Nicolas Dalby, Jorge Masvidal y Dricus du Plessis[33][14][28]
- Pundit Arena
  - Peleador Revelación del Año 2017[34]
- MMADNA.nl
  - Peleador en Ascenso del Año 2017[35]

### Muay Thai
- Campeón Europeo de K1[36]

## Récord en artes marciales mixtas
| Récord profesional | Récord profesional | Récord profesional |
| 24 peleas          | 18 victorias       | 5 derrotas         |
| ------------------ | ------------------ | ------------------ |
| Nocaut             | 10                 | 1                  |
| Sumisión           | 2                  | 3                  |
| Decisión           | 6                  | 1                  |
| Empate             | 1                  | 1                  |

| Resultado | Récord | Oponente                 | Método                             | Evento                                   | Fecha                   | Ronda | Tiempo | Localización         | Notas                                                   |
| --------- | ------ | ------------------------ | ---------------------------------- | ---------------------------------------- | ----------------------- | ----- | ------ | -------------------- | ------------------------------------------------------- |
| Derrota   | 18–5–1 | Dricus du Plessis        | Sumisión (face crank)              | UFC 282                                  | 10 de diciembre de 2022 | 3     | 2:43   | Las Vegas, Nevada    | Pelea de la Noche.                                      |
| Derrota   | 18–4–1 | Derek Brunson            | Sumisión (rear-naked choke)        | UFC Fight Night: Brunson vs. Till        | 4 de septiembre de 2021 | 3     | 2:13   | Las Vegas, Nevada    |                                                         |
| Derrota   | 18–3–1 | Robert Whittaker         | Decisión (unánime)                 | UFC on ESPN: Whittaker vs. Till          | 26 de julio de 2020     | 5     | 5:00   | Abu Dabi             |                                                         |
| Victoria  | 18–2–1 | Kelvin Gastelum          | Decisión (dividida)                | UFC 244                                  | 2 de noviembre de 2019  | 3     | 5:00   | Ciudad de Nueva York | Regreso a peso mediano.                                 |
| Derrota   | 17–2–1 | Jorge Masvidal           | KO (golpe)                         | UFC Fight Night: Till vs. Masvidal       | 16 de marzo de 2019     | 2     | 3:05   | Londres              | Pelea de la Noche.                                      |
| Derrota   | 17–1–1 | Tyron Woodley            | Sumisión (D'Arce choke)            | UFC 228                                  | 8 de septiembre de 2018 | 2     | 4:19   | Dallas, Texas        | Por el Campeonato de Peso Wélter de UFC.                |
| Victoria  | 17–0–1 | Stephen Thompson         | Decisión (unánime)                 | UFC Fight Night: Thompson vs. Till       | 27 de mayo de 2018      | 5     | 5:00   | Liverpool            | Pelea en peso pactado (174.5 lbs); Till no dio el peso. |
| Victoria  | 16–0–1 | Donald Cerrone           | TKO (golpes)                       | UFC Fight Night: Cerrone vs. Till        | 21 de octubre de 2017   | 1     | 4:20   | Gdańsk, Polonia      | Actuación de la Noche.                                  |
| Victoria  | 15–0–1 | Bojan Veličković         | Decisión (unánime)                 | UFC Fight Night: Volkov vs. Struve       | 2 de septiembre de 2017 | 3     | 5:00   | Róterdam             |                                                         |
| Victoria  | 14–0–1 | Jessin Ayari             | Decisión (unánime)                 | UFC Fight Night: Gustafsson vs. Teixeira | 28 de mayo de 2017      | 3     | 5:00   | Estocolmo            | Pelea en peso pactado (176 lbs); Till no dio el peso.   |
| Empate    | 13–0–1 | Nicolás Dalby            | Empate (mayoritario)               | UFC Fight Night: Holohan vs. Smolka      | 24 de octubre de 2015   | 3     | 5:00   | Dublín               | Pelea de la Noche.                                      |
| Victoria  | 13–0   | Wendell de Oliveira      | KO (codazos)                       | UFC Fight Night: Condit vs. Alves        | 30 de mayo de 2015      | 2     | 1:37   | Goiânia              |                                                         |
| Victoria  | 12–0   | Laerte Costa e Silva     | TKO (golpe)                        | MMA Sanda Combat                         | 9 de mayo de 2015       | 4     | 2:01   | Apucarana            |                                                         |
| Victoria  | 11–0   | Guillermo Martínez Ayme  | Decisión (unánime)                 | Arena Tour MMA                           | 20 de diciembre de 2014 | 3     | 5:00   | Buenos Aires         |                                                         |
| Victoria  | 10–0   | Sergio Matias            | Sumisión (toe hold)                | Aspera Fighting Championship 14          | 29 de noviembre de 2014 | 2     | 3:05   | Lages                | Debut en peso wélter.                                   |
| Victoria  | 9–0    | Deivid Caubiack          | KO (golpe)                         | Aspera Fighting Championship 11          | 30 de agosto de 2014    | 1     | 1:35   | Curitibanos          |                                                         |
| Victoria  | 8–0    | Cristiano Marquesotti    | Sumisión (inverted triangle choke) | Curitibanos AMG Fight Champion           | 9 de noviembre de 2013  | 1     | 4:45   | Curitibanos          |                                                         |
| Victoria  | 7–0    | Edson Jairo da Silva     | TKO (retiro)                       | Predador Campos Fight 2                  | 5 de octubre de 2013    | 3     | 4:00   | Campos Novos         |                                                         |
| Victoria  | 6–0    | Alexandre Pereira        | KO (golpe)                         | Encontró dos Espartanos                  | 10 de agosto de 2013    | 3     | 2:47   | Blumenau             |                                                         |
| Victoria  | 5–0    | Pedro Keller de Souza    | KO (golpe)                         | Sparta MMA 7                             | 15 de junio de 2013     | 2     | 1:54   | Balneário Camboriú   |                                                         |
| Victoria  | 4–0    | Paulo Batista            | KO (golpe)                         | Sparta MMA 6                             | 28 de mayo de 2013      | 1     | 1:24   | Itajaí               |                                                         |
| Victoria  | 3–0    | Junior Dietz             | TKO (golpes)                       | São João Super Fight: Forja de Campeões  | 4 de mayo de 2013       | 1     | 1:24   | São João Batista     |                                                         |
| Victoria  | 2–0    | Muriel Giassi            | TKO (golpes)                       | Tavares Combat 6                         | 6 de abril de 2013      | 2     | 2:50   | Palhoça              |                                                         |
| Victoria  | 1–0    | Luciano Oliveira Ribeiro | Decisión (unánime)                 | Sparta MMA 3                             | 23 de febrero de 2013   | 3     | 5:00   | Balneário Camboriú   | Debut en peso mediano.                                  |

## Peleas en Pay-per-view
| N.º | Evento  | Pelea            | Fecha                   | Recinto                  | Ciudad                        | Compras de PPV |
| --- | ------- | ---------------- | ----------------------- | ------------------------ | ----------------------------- | -------------- |
| 1.  | UFC 228 | Woodley vs. Till | 8 de septiembre de 2018 | American Airlines Center | Dallas, Texas, Estados Unidos | 130.000        |